# داود الطائي
داود الطائي (توفي 165هـ/781م) داود بن نصير الطائي، أبو سليمان. كان في أيام الخليفة المهدي وكان كبير الشأَن. أصله من خراسان، ومولده بالكوفة. رحل إلى بغداد، فأخذ عن أبي حنيفة وغيره، وعاد إلى الكوفة، فاعتزل الناس، ولزم العبادة إلى أن مات فيها. قال أحد معاصيريه: « لو كان داود في الأمم الماضية لقص الله شيئاً من خبره ». قال يوسف بن أسباط: « ورث داود الطائي عشرين ديناراً فأكلها في عشرين سنة. » وله أخبار مع أمراء عصره وعلمائه.

## سبب زهده
يقول الأستاذ أبا علي الدقاق، رحمه الله، : كان سبب زهد داود الطائي: « أنه كان يمر ُّببغداد، فمرَّ يوماً، فنحّاه المطرقون بين يدي حميد الطوسي، فالتفت داود فرأى حميداً، فقال داود: أُف ِّلدنيا سبقك بها حميد. ولزم البيت وأخذ في الجهد والعبادة. » ولزم البيت وأخذ في الجهد والعبادة.
وسمعت ببغداد بعض الفقراء يقول: « إن سبب زهده أنه سمع نائحة تنوح وتقول: »
وقيل: كان سبب زهده: أنه كان يجالس أبا حنيفة، رضي الله عنه، فقال له أبو حنيفة يوماً: « يا أبا سليمان: أمَّا الأداة فقد أحكمناها» فقال له داود: « فأي شيء بقي؟» فقال: « العمل به. » قال داود: « فنازعتني نفسي إلى العُزلة، فقلت لنفسي: حتى تجالسهم ولا تتكلم في مسألة. قال: فجالستهم سنة لا أتكلم في مسألة، وكانت المسألة تمر ُّبي، وأنا إلى الكلام فيها أشد نزاعاً من العطشان إلى الماء البارد ولا أتكلَّم به.» ثم صار أمره إلى ما صار.

## أحواله وأقواله
- وقيل: « حَجَمَ جُنيد الحجام داود الطائي، فأعطاه ديناراً، فقيل له: هذا إسراف. فقال: لا عبادة لمن لا مروءة له.»
- وكان يقول بالليل: « الهي همُّك عطَّل علي ُّالهموم الدنيوية، وحلل بين وبين الرقاد.»
- سمعت محمد بن عبد االله الصوفي يقول: حدثنا محمد بن يوسف قال: حدثنا سعيد بن عمرو قال: حدثنا علي بن حرب الموصلي قال: حدثنا إسماعيل ابن زيا الطائي ّقال: « قالت دايةُ داود الطائي له. أما تشتهي الخبز؟ فقال: بين مضغ الخبز وشرب الفتيت قراءةُ خمسين آية.»
- ولما تُوفي داود رآه بعض الصالحين في المنام وهو يعدو فقيل له: « مالك؟ فقال: الساعة تخلَّصت من السجن. فاستيقظ الرجل من منامه، فارتفع الصياح بقول الناس: مات داود الطائي.»

وقال له رجل: « وسني. فقال له: عسكر ُالموتِ ينتظرونك.»
- ودخل بعضهم عليه، فرأى جرَّة ماء انبسطت عليها الشمس، فقال له: « ألا تحوِّلها إلى الظل؟ فقال: حين وضعتها لم يكن شمس، وأنا أستحي أن يراني الله أَمشي لما فيه حظُّ نفسي.»
- ودخل عليه بعضهم، فجعل ينظر إليه، فقال: « أما علمت أنهم كانوا يكرهون فضول النظر كما يكرهون فضول الكلام؟»
- أخبرنا عبد الله بن يوسف الأصفهاني قال: أخبرنا أبو اسحق إبراهيم ابن محمد بن يحيى المزكي: قال: حدثنا قاسم بن أحمد، قال: سمعت ميمونا الغزالي قال: قال أبو الربيع الواسطي: « قلت لداود الطائي: أوصني. فقال: صُم ْعن الدنيا، واجعل فطرك الموت، وفر َّمن الناس كفرارك من السبع.»[4]